# ホームドラマ
ホームドラマ（和製英語：home drama）とは、家族や家庭内の出来事をテーマとしたドラマのこと。喜劇に対してはホームコメディー（和製英語：home comedy）とも呼ぶ。日本のテレビドラマにおいて中核的で、最も大衆に好まれるジャンルの一つである。和製英語であり、同様のジャンルは英語圏ではシチュエーション・コメディに含まれる。

## 概要
一般的には、家族でも見られる、穏健な（当たり障りのない）内容の作品が多い。派手なアクション、犯罪など非日常的要素はほとんどなく、固定されたレギュラー登場人物たちによる和気藹々としたやり取りが大きな特徴である。実写のドラマ以外にアニメでもホームドラマ的要素の強いヒット作は多く、中でも『サザエさん』『ちびまる子ちゃん』などは長寿放送を続けている。また、刑事ドラマなど他ジャンルにも大きな影響を及ぼしている。
「ホームドラマ」という言葉の語源ははっきりせず、映画界では「第二次世界大戦前から広く使われていた」とする記述がある反面、佐藤忠男『日本映画思想史』（三一書房、1970年）では、「ホームドラマという和製英語が生まれた最初の映画」として、1951年公開の映画『雪割草』（田坂具隆監督）を挙げている。同書では大映映画部が本作公開時の宣伝で「ホームドラマ」という言葉を初めて使ったとしている。また、1946年放送のラジオドラマ『井田家の一とき』を「初めてのホームドラマ」とする資料がある。

## 歴史

### 成立の前提
ホームドラマ成立の前提としては、戦前の佐々木邦や獅子文六の家庭小説、小津安二郎作品などの松竹大船映画、戦後のアメリカ映画、ラジオドラマの影響が考えられる。また可搬性に欠ける撮影機材の問題があり、家庭の居間・茶の間などに固定して撮影する「条件劇」が適していたこと、また、人々が第二次世界大戦後の新しい家族像を求めていたことなどが挙げられる。

### ホームドラマ草創期
1940年（昭和15年）、日本最初のテレビドラマである『夕餉前』がNHK実験放送として生放送される。脚本は伊馬鵜平で、登場人物は母親とその息子と娘の三人のみで、母子家庭の夕食前のちょっとした出来事を描いた12分ほどのホームドラマであった。実験放送は1940年に開催が予定されていた東京オリンピックのテレビ中継に備えたものであったが、1941年に太平洋戦争が始まったことにより中断されることとなった。1952年（昭和27年）、実験放送が再開され、戦後最初のテレビドラマとして『新婚アルバム』（山本嘉次郎脚本、山口淳演出）が放送される。
1953年（昭和28年）、テレビの本放送が開始される。開局時の放送時間は昼12時から午後1時半、午後6時半から午後9時までの計4時間で、まだテレビドラマ専門の脚本家はおらず、ラジオドラマの作家や劇作家が執筆した。連続ホームドラマとしては『わが家の日曜日記』（日本テレビ、山下与志一脚本、緒方勉演出）、『幸福への起伏』（NHK、今日出海脚本、永山弘演出）などが放送された。
1954年（昭和29年）、まだテレビ受像機は一般家庭には普及しておらず、街頭テレビなどで見るプロレスや野球、ボクシングなどの中継が人気番組であった。連続ホームドラマとしては『父の心配』（NHK、真船豊脚本、梅本重信演出）などがあった
。
1955年（昭和30年）、古川ロッパ主演の『轟先生』（日本テレビ）が放送される。日本で最初の帯ドラマとされ、原作は読売新聞に連載されていた秋好馨の漫画。ドラマのキャッチフレーズは「大人も子供も一家揃って楽しめる」というものであった。他にホームドラマとしては『どんぐり日記①』（日本テレビ、植村政夫原作）などがある。
1956年（昭和31年）、テレビの普及が進み、危機感をもった邦画会社5社はテレビへの映画作品の提供を中止する。この頃からアメリカ製のテレビ映画の輸入が活発になる。柳家金語楼主演の『おトラさん』（KRテレビ、有崎勉脚品、岩崎文隆演出）は漫画を原作としたホームコメディで、『サザエさん』の先駆的な作品とも言え、アメリカのニューズウィーク誌からも「和製メードドラマ」として絶賛を受けたという。他にフランキー堺主演の『わが輩ははなばな氏』（KRテレビ、しのざき凡脚本、高橋啓演出）、単発ドラマとしては松島トモ子主演の『悦ちゃん』（日本テレビ、獅子文六原作、岡田達門脚本、野崎一元演出）などが放映される。
1957年（昭和32年）、外国のテレビドラマとして『アイ・ラブ・ルーシー』（NHK）、『名犬ラッシー』（KRテレビ）などの放送が始まる。母と息子とコリー犬ラッシーのホームドラマ的な作風の『名犬ラッシー』は最盛期には45から50％の高い視聴率を誇り、1964年まで続くこととなる。

### 本格的ホームドラマ
1958年（昭和33年）、ホームドラマの草分け的作品と言われる帯ドラマ『バス通り裏』（NHK）の放送が始まる。原型となったのはラジオドラマ『向う三軒両隣』。『バス通り裏』は1963年まで続き、この作品でデビューした十朱幸代と岩下志麻、そして佐藤英夫は一躍スターとなった。アメリカのホームコメディ『パパは何でも知っている』（日本テレビ）や、『幸運の階段』（NHK）、『我が家は楽し』（日本テレビ）、『お父さんの季節』（NHK）なども放送された。
1959年（昭和34年）、フジテレビとNETが開局し、NHK、日本テレビ、KRテレビと合わせて5局体制となる。ホームドラマでは日曜劇場の初シリーズとして『カミさんと私』（KRテレビ）が始まり、主演の伊志井寛が亡くなる1972年（昭和47年）まで続いた。『ママちょっと来て』（日本テレビ）はアメリカのホームドラマ『パパは何でも知っている』『うちのママは世界一』などをお手本とした作品で、日本テレビのホームドラマ路線を確立するきっかけとなった。他に長谷川町子原作の『エプロンおばさん』（NET）や、『わが家の楽園』（日本テレビ）など。

## 主な作品
- 夕餉前（1940年）
- 日曜劇場シリーズ（1956年 - ）
- バス通り裏（1958年 - 1963年）[15]
- ママちょっと来て（1959年）[15]
- 連続テレビ小説シリーズ（1961年 - ）
- 咲子さんちょっと（1961年 - 1963年）[15]
- 七人の孫（1964年1月 - 7月、1965年6月 - 1966年2月）[15]
- あひるの学校 （1968年）
- 肝っ玉かあさん（1968年 - 1972年）[15]
- 時間ですよ（1970年、1971年、1973年）[15]
- ありがとう（1970年 - 1975年）[15]
- 細うで繁盛記（1970年）[15]
- つくし誰の子（1971年）[15]
- パパと呼ばないで（1972年）[15]
- まんまる四角 （1973年）
- 銀座わが町 （1973年）
- たんぽぽ（1973年、1975年、1976年、1977年、1978年）[15]
- それぞれの秋（1973年）[15]
- 寺内貫太郎一家（1974年）[15]
- となりの芝生（1976年）[15]
- 七色とんがらし （1976年）
- ムー （1977年）
- 岸辺のアルバム（1977年）[15]
- 私は泣かない（1977年）[15]
- 十字路 （1978年）
- 家族熱（1978年）[15]
- ムー一族 （1978年 - 1979年）
- 心（1980年 - 1981年）[15]
- 裸の大将放浪記（1980年 - ）
- 池中玄太80キロ（1980年）[15]
- 阿修羅のごとく（1980年）[15]
- 玉ねぎむいたら… （1981年）
- 父母の誤算（1981年）[15]
- 北の国から（1981年）[15]
- 春よ来い（1982年）[15]
- 積木くずし（1983年）[15]
- 金曜日の妻たちへ（1983年）[15]
- 家族ゲーム（1983年）[15]
- 大家族（1984年）[15]
- たけしくんハイ!（1985年）[15]
- 親子ゲーム （1986年）
- 深夜にようこそ （1986年）
- ママはアイドル（1987年）[15]
- 渡る世間は鬼ばかり（1990年 - 2019年）[15]
- ママハハ・ブギ（1989年）[15]
- パパとなっちゃん（1991年）[15]
- ひとつ屋根の下（1993年、1997年）[15]
- ダブル・キッチン （1993年）[15]
- セカンド・チャンス （1995年）
- キッズ・ウォー （1999年 - 2003年）
- 大好き!五つ子 （1999年 - 2009年）
- ホームドラマ! （2004年）
- アットホーム・ダッド （2004年）
- あいくるしい （2005年）
- 鬼嫁日記 （2005年）
- ブラザー☆ビート （2005年）
- 熟年離婚 （2005年）
- 受験の神様 （2007年）
- 夫婦道（2007年・2009年）
- わが家の歴史 （2010年）
- フリーター、家を買う。 （2010年）
- マルモのおきて （2011年）
- とんび（2013年）
- OUR HOUSE（2016年）
- あなたには帰る家がある （2018年）
- 義母と娘のブルース（2018年）
- 俺の家の話（2021年）
- ＃家族募集します（2021年）
- 妻、小学生になる。（2022年）

## アメリカのホームドラマ
日本では、『アイ・ラブ・ルーシー』や『パパは何でも知っている』などがアメリカの代表的なホームドラマとされている。ただし、ホームドラマという言葉はあくまでも和製英語である。
『アイ・ラブ・ルーシー』や『パパは何でも知っている』などのドラマは、1950年代以降に日本でも放映され、ドラマに映し出される電気冷蔵庫やステーションワゴンなどのライフスタイルは、特に50年代から60年代にかけて日本の生活様式に影響を与えたとされている。